# حارة الشهيد بدر (كريتر)
حارة الشهيد بدر هي إحدى حارات حي الصمود الواقع بمديرية كريتر التابعة لمحافظة عدن، بلغ تعداد سكانها 2289 نسمة حسب تعداد اليمن لعام 2004.